# Писаревка (Шаргородский район)
Писаревка (укр. Писарівка, пол. Pisarzówka Ruska) — село на Украине, находится в Шаргородском районе Винницкой области.
Код КОАТУУ — 0525386301. Население по переписи 2001 года составляет 712 человек. Почтовый индекс — 23543. Телефонный код — 8-04344.
Занимает площадь 22,6 км².

## Религия
В селе действует Свято-Покровский храм Шаргородского благочиния Могилёв-Подольской епархии Украинской православной церкви.

## Адрес местного совета
23543, Винницкая область, Шаргородский р-н, с. Писаревка, ул. Ленина, 4